# Magdalena Lamparska
Magdalena Lamparska (Słupsk, Polonia, 6 de enero de 1988) es una actriz de cine y teatro polaca. En 2011, Lamparska se graduó por la Academia de Teatro Estatal Aleksander Zelweowicz de Varsovia.
Lamparska ganó popularidad en Polonia con su papel de Marta en la serie de televisión 39 y Medio (en polaco: 39 i pół) (2008-2009). En 2020, ella protagonizó la exitosa película de Netflix 365 Días. En 2021 se anunció su participación en dos secuelas del film.

## Filmografía
- Jutro idziemy do kina, 2007
- Tylko nie teraz/Tolko ne seychas, 2008
- 39 i pół, 2008–2009
- Zero, 2009
- Możesz być kim chcesz?, 2009
- Na dobre i na złe (Episodio 432), 2010
- Hotel 52, 2010@–2011
- Ojciec Mateusz (Episodio 76), 2011
- Sałatka z bakłażana, 2011[3]
- Big Love, 2012
- True Law(episodio 28), 2012
- To nie koniec świata, 2013
- Bogowie, 2014
- No Panic, With a Hint of Hysteria, 2016
- The Zookeeper's Wife, 2017
- 365 Días, 2020
- Banksterzy, 2020
- The End, 2021
- How I Fell in Love with a Gangster, 2022
- The Taming of the Shrewd, 2022[4]